# Hemaris tamiri
Hemaris tamiri är en fjärilsart som beskrevs av Grum-grshimailo. Hemaris tamiri ingår i släktet Hemaris och familjen svärmare. Inga underarter finns listade i Catalogue of Life.